# Vědavýzkum.cz
Vědavýzkum.cz je vědecký internetový zpravodajský portál. Byl založen Alešem Vlkem v září roku 2016 a provozovatel je Vědavýzkum.cz, s.r.o. se sídlem v Praze. Je to platforma, která na jednom místě sdružuje nezávislé informace o dění ve výzkumu, vývoji, inovacích a vědní politice především pro širokou odbornou veřejnost. Měsíční návštěvnost se pohybuje okolo 30 tisíc čtenářů.

## Témata
Portál přináší původní zprávy z oblasti vědecké a vzdělávací problematiky, které jsou přejímány mainstreamovými médii. Kromě pravidelných článků o českých nebo zahraničních novinkách v politice či financování výzkumu a vývoje, inovací a technologií nebo práva a transferu technologií, přináší také blogy, komentáře a rozhovory. Portál rovněž zveřejňuje informace o grantových výzvách pro jednotlivce a výzkumné organizace a nabídku vybraných neakademických pracovních pozic ve vědě a výzkumu. Portál také referuje o tématech a dění na českých univerzitách a pomáhá komunikovat jejich výsledky.
Od roku 2020 pořádá portál každoroční konferenci Science Communication, která se zabývá komunikací vědy.

## Provoz
Vědavýzkum.cz je soukromá iniciativa, která není financována z dotací nebo veřejných grantů. Provoz redakce je hrazen z partnerských příspěvků formou smluv o partnerství, bannerové inzerce a inzerce neakademických pracovních míst. Hlavním partnerem portálu je od roku 2021 IOCB Tech, s.r.o., dceřiná společnost Ústavu organické chemie a biochemie Akademie věd ČR zabývající se transferem technologií. Dalšími partnery jsou instituce, vzdělávací společnosti, agentury a platformy sdružující cílené informace o financování vědy, vědeckých článcích, patentech či transferu technologií.